# Calliostoma vilvensi
Calliostoma vilvensi is een slakkensoort uit de familie van de Calliostomatidae. De wetenschappelijke naam van de soort is voor het eerst geldig gepubliceerd in 2004 door Poppe.